# Onthophagus kangeanus
Onthophagus kangeanus är en skalbaggsart som beskrevs av Renaud Maurice Adrien Paulian 1936. Onthophagus kangeanus ingår i släktet Onthophagus och familjen bladhorningar. Inga underarter finns listade i Catalogue of Life.